# Katharina af Alexandria
Sankt Katharina af Alexandria el. Den hellige martyr Catherina (oldgræsk: ἡ Ἃγια Ἃικατερίνη ἡ Μεγαλομάρτυς), født ca. 287 - 24. november 305) var en kristen helgen og martyr fra Alexandria, som ifølge legenderne var en bemærkelsesværdigt lærd fortolker af kristendommen i den tidlige del af 4. århundrede.
Hun bebrejdede kejser Maximinus hans afgudsdyrkelse og lastefulde levned, og da hun ydermere i en disput omvendte 50 hedenske filosoffer til kristendommen, blev hun på kejserens befaling kastet i fængsel.
Men det stoppede ikke her. Hun omvendte både kejserens hustru, en højtstående officer og hele 200 soldater, men så var bægeret også fuldt. Maximinus lod den unge kongedatter lægge på et pigget hjul. Men hendes hellighed var så stor, at hjulet søndrebrødes, så lod kejseren hende endelig henrette med sværdet, den samme skæbne som var overgået dem, hun havde omvendt til kristentroen.
I henhold til historien var Sankt Katharina en de helgener, som gav Jeanne d'Arc råd i forbindelse med hendes kamp for Frankrig. Den ortodokse kirke hædrer Katharina som en af de store martyrer, og i den romersk-katolske kirke hædres hun som en af "de 14 hellige hjælpere".